# Páncreas artificial
El páncreas artificial es una tecnología en desarrollo para ayudar a las personas con diabetes a controlar automáticamente sus niveles de glucosa en la sangre proporcionándoles un substituto endócrino con las funciones de un páncreas saludable.
Hay varias funciones importantes exócrinas (sistema digestivo) y endócrinas (hormonas) en el páncreas, pero es la falta de producción de insulina lo que motiva a crear un substituto. Mientras el estado actual de las terapias para reemplazar la insulina sea apreciada por su capacidad de salvar vidas, la tarea de regular los niveles de azúcar en la sangre con solo insulina es difícil e inadecuada.
Las dos metas del páncreas artificial son:
1. Mejorar las terapias de reemplazo de insulina hasta que el control glicémico sea prácticamente normal y tan obvio por haber evitado las complicaciones/prognosis de la diabetes mellitus causada por hiperglicemia.
2. Para facilitar la carga de la terapia para los pacientes con insulinodependencia.

Los diferentes acercamientos bajo consideración incluyen:
- El acercamiento mediante equipo médico – usando una bomba de insulina bajo el control teórico/”closed loop control” , usando datos reales y actuales provenientes de un monitor de glucosa en la sangre/ censor continuo de glucosa en la sangre.
- El acercamiento por la bioingenierico – el desarrollo de un páncreas artificial compuesto de tejido biocompatible de células beta(ß). Cuando sea implantado quirúrgicamente, los islotes del tejido se comportaran con el páncreas (endocrinamente) y será viable por años.
- El acercamiento por terapia de genes – la infección terapéutica de una persona diabética , provocada por un virus genéticamente creado por ingenieros , causa un cambio en el ADN de las células intestinales para que se conviertan en células productoras de insulina.

## Fisiología Endocrina del Páncreas
El páncreas produce tres hormonas importantes para el control de la glucemia:
Insulina: Baja los niveles de  glucosa en sangre.
Amilina: Ralentiza la digestión y la entrada de glucosa al torrente sanguíneo, y temporalmente suprime la liberación de glucosa. 
Glucagón: Aumenta los niveles de glucosa en sangre.
Después de la ingesta de carbohidratos los niveles de glucosa se elevan. Conforme la glucosa y la sangre fluyen hacia el páncreas ocurre la secreción de amilina e insulina hacia el torrente sanguíneo,  por parte de las células beta del páncreas, como respuesta a una glicemia elevada. En la presencia de glucosa estos impulsos de insulina son producidos cada 4 a 6 minutos. La insulina provoca que la glucosa abandone la circulación sanguínea y sea depositada en las células de músculo e hígado. Si la glucosa en sangre se eleva, insulina adicional es secretada para contrarrestarla. Igualmente, mientras se da la secreción de insulina de las células beta de los Islotes de Langerhans del páncreas, también se secreta amilina al torrente sanguíneo. La amilina disminuye el vaciamiento gástrico e inhibe la liberación de glucagón por parte de las células alfa del páncreas. El efecto de la amilina es la diseminación de la glucosa después del pico que se genera al consumir alimentos; reduce de esta manera la cantidad de insulina necesaria para procesar la glucosa. Conforme los niveles de glucosa en sangre vayan disminuyendo, el páncreas deja de secretar insulina y amilina. Si los niveles de glucosa sérica bajan demasiado, las células alfa del páncreas comenzarán a secretar glucagón al torrente sanguíneo. El glucagón provoca la liberación de la glucosa almacenada en el hígado al torrente sanguíneo. Así, las tres hormonas funcionan como un sistema para mantener los niveles de glucosa sérica en equilibrio. A través de descargas de insulina, tal como lo hace un páncreas no diabético, el objetivo de un páncreas artificial es logrado. 
Cuando las células beta producen insulina a partir de la proinsulina, un péptido de conexión (o péptido C) también se fabrica y se libera en el torrente sanguíneo. La ausencia de péptido C en la sangre indica que la insulina no ha sido liberada por el páncreas, y este hecho confirma el diagnóstico de la diabetes tipo 1.Anteriormente se creía que el péptido C era sólo un subproducto de la producción de insulina natural; sin embargo, estudios recientes sugieren que el C-péptido ejerce efectos terapéuticos beneficiosos sobre la neuropatía diabética nociceptiva.
Idealmente, para replicar la función natural del páncreas lo mejor posible, un páncreas artificial debería algún día poder reemplazar todas las funciones endocrinas beneficiosas perdidas, incluyendo la administración de insulina, la amilina, glucagón, y péptido C.

## Terapia de insulina

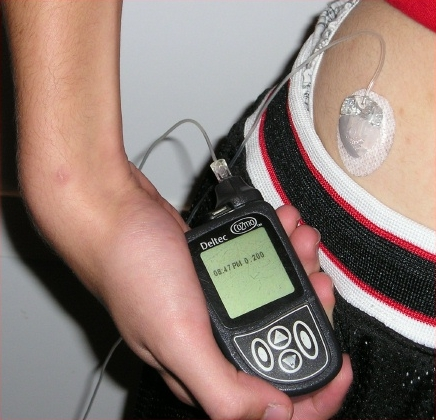
La bomba de insulina es usada para suministrar insulina basal continuamente e insulina del bolo a la hora de comer presionando botones. Antes de la comida, un valor de glucosa en la sangre es introducido en la bomba para calcular la corrección del bolo para traer el nivel de glucosa al valor ideal

En personas insulinodependientes, los niveles de glucosa en sangre han sido más o menos controlados usando insulina sola. El número de gramos de carbohidratos es estimado midiendo la comida, y las medidas son usadas para determinar la cantidad de insulina necesaria para “cubrir” la comida. El cálculo está basado en un simple modelo de ciclo abierto: una proporción de insulina a carbohidratos (basados en éxitos pasados) es multiplicada por los gramos de carbohidrato para calcular las unidades de glucosa necesitadas. La cantidad de insulina es luego ajustada basándose en una medida de la glucemia antes de la comida (el bolo de la insulina incrementado para un alto nivel de azúcar o el bolo disminuido y retrasado para un bajo nivel de azúcar). La insulina es inyectada o infundida subcutánea, y entra el torrente sanguíneo en aproximadamente 15 minutos. Después de que la insulina ha actuado en el torrente sanguíneo, los niveles de glucosa en sangre pueden ser medidos otra vez y ajustados con una inyección de insulina, o comiendo más carbohidratos, hasta alcanzar un equilibrio. El modelo cuenta con los requisitos para realmente imitar el suministro pancreático normal de insulina en el hígado para alcanzar una adecuada estimulación hepática y para causar las funciones normales inducidas por insulina; por ello, el dispositivo de infusión intravenosa será necesario hasta que otro sistema sea capaz de distribuir las concentraciones a los portales de venas. 
Existen algunas diferencias notables con el reemplazo insulina comparada con las funciones de suministración pancreática de la insulina.  
1. La dosis de insulina es prevista basada en la comida medida (en donde la precisión de los carbohidratos medidos es difícil) mientras que la insulina pancreática es liberada en respuesta proporcionalmente a los niveles actuales de glucosa en sangre;
2. La insulina pancreática es transferida a las venas porta, en donde se dirige casi directamente al hígado, el cual es el principal órgano almacenador de glucógeno (50% de la insulina producida es empleada por el hígado)
3. La insulina pancreática es pulsátil lo que ayuda a mantener la sensibilidad a los tejidos hepáticos.
4. La insulina inyectada es administrada subcutáneamente (debajo de la piel) pero no directamente al torrente sanguíneo, por lo que hay un retraso después de que la insulina fue inyectada par a reducir los niveles de glucosa en sangre (aunque esto puede compensarse inyectando la insulina 15 minutos antes de comer).
5. La terapia con insulina reemplazada no incluye a la amilina (aunque, Symlin es ahora disponible para su uso), que puede reducir la necesidad de insulina en un 50%.
6. La insulina reemplazada es dosificada como un mejor compromiso con el uso agresivo para bajar el nivel de glucemia al comer, pero también con un uso conservador para evitar un bajo nivel de azúcar post-prandial (después de comer) debido a un exceso de insulina. Mientras, las liberaciones de insulina pancreática son más agresivamente e incluye la liberación automática del glucagón, al final del ciclo de la insulina, para controlar los niveles de glucosa en sangre y evitar la hipoglucemia.

Una bomba de insulina para infundir insulina de rápida acción, es el primer paso para estimular la función del páncreas. La bomba puede suministrar con mucha precisión pequeños incrementos de insulina comparado con una inyección, y sus controles electrónicos permiten modificar al bolo durante el tiempo para que coincida con el perfil requerido para una situación dada. La bomba de insulina es controlada por el usuario para bolo basado una medida de glucemia reciente y un estimado de los gramos de carbohidratos consumidos. Este acercamiento predictivo es considerado ciclo abierto. Una vez que el bolo ha sido calculado y suministrado, la bomba continua suministrando insulina en su estado basal en la manera en la que fue programada en los controles de la bomba basados en las predicciones de necesidad de insulina del usuario.
Mientras que el reemplazo de la insulina es visto como una terapia salvadora de vidas, su uso práctico en el control de los niveles de glucosa en sangre para evitar las complicaciones a largo plazo asociados con la hiperglicemia, no son los ideales. De igual manera, es de acuerdo general que aunque con un riguroso control de la glucosa, existe un número significante de pacientes que desarrollan las complicaciones de la diabetes. Por ello, una de las metas del páncreas artificial debería de ser normalizar el metabolismo de lípidos y carbohidratos al mínimo.

## Enfoque de la bioingeniería
El páncreas bioartificial: este diagrama muestra el cruce del tejido biomaniopulado con los islotes de Langerhans encapsulados que se encargan de las hormonas endocrinas en respuesta de glucosa
Un enfoque biológico que se le puede dar al páncreas artificial es para implantar tejido biomanipulado que contiene islotes de Langerhans, que sería capaz de secretar insulina, amilina, y glucagón necesarios en respuesta a glucosa  
Cuando los islotes de Langerhans habían sido trasplantados por el protocolo de Edmonton, la producción de insulina (y el control de la glucemia) fue restaurada a expensas de la inmunosupresión. La encapsulación de los islotes de Langerhans en su recubrimiento protector ha sido desarrollado para bloquear la respuesta inmune a células trasplantadas, lo cual alivia la carga de la inmunosupresión y ayuda a que dure más el trasplante
Un concepto de páncreas bioarticial usa islotes de Langerhans encapsuladas para construir una “hoja de islote” que puede ser implantada por cirugía con una función de páncreas artificial 
La “hoja de islote” consiste en:
Un interior de fibras que proven fuerza para la misma
Islotes de langerhans, que encapsulados evitan que se active una respuesta inmune
Una capa semipermeable que se encuentra alrededor de la hoja y que da protección, además regula la difusión de nutrientes y de hormonas
Un revestimiento que da protección y que previene la respuesta a un cuerpo extraño y que resulte en una reacción fibrótica en la cual se pierdan las paredes de la hoja y causa la pérdida de los islotes de Langerhans
La investigación respecto a la hoja del islote lleva un gran avance en estudios con animales, con planes para ser usado en experimentos en humanos en unos cuanto

## Enfoque de terapia génica
Terapia génica: Diseñar un vector viral para infectar deliberadamente células con ADN para llevar a cabo la producción viral de insulina en respuesta a la baja de glucemia.
La tecnología necesaria para la terapia génica avanza a un ritmo muy rápido, tanto que ya hay múltiples caminos para mantener la función endócrina, con el potencial necesario para llegar a ser la cura para la diabetes.
La terapia génica puede ser usada para la producción de insulina directamente: un tratamiento oral, que consiste en vectores virales que contienen la secuencia de la insulina, es digerido y ciertos genes son liberados al intestino delgado. Estas células intestinales tendrán entonces que comportarse como cualquier célula infectada por un virus, y producirán la proteína de la insulina. El virus puede ser controlado para infectar solo las células que responden a la presencia de glucosa, de tal manera que la insulina sea producida únicamente en presencia de niveles altos de glucemia. Dado el número limitado de vectores liberados, muy pocas células intestinales pueden ser afectadas y morirán de forma natural después de algunos días.  Por lo tanto, variando la cantidad de medicamento usado, la cantidad de insulina creada por la terapia génica puede ser incrementado o disminuido según sea necesario. En la medida en que las células intestinales productores de insulina mueran, serán expulsadas por medicamentos orales adicionales.
La terapia génica podrá eventualmente ser usada para evitar la causa de la destrucción de las células beta, de este modo se cura al paciente diabético incluso antes de que la destrucción de las células beta se haya completado y sea irreversible.
La terapia génica puede ser usada para convertir las células del duodeno y células madre adultas del duodeno en células beta capaces de producir insulina y amilina de una manera natural.  Mediante la liberación de ADN de células beta a las células intestinales en el duodeno, algunas células del intestino se convertirán en células beta, subsecuentemente las células madre adultas se diferenciaran en células beta. Esto hace que el suministro de células beta en el duodeno sea autosuficiente, y que las células beta produzcan insulina en una respuesta proporcional a la ingesta de carbohidratos.
s años.

## Acercamiento mediante equipo médico

### Desarrollo de un monitor de actividad continua de glucosa en la sangre
Tecnología de los monitores de actividad continua de glucosa en la sangre apoyan al objetivo/misión del páncreas artificial al:
1. proveer automáticamente una lectura de glucosa en la sangre lapsos cortos de tiempo sin que el usuario tenga que haber una punción en el dedo del usuario.
2. comparar los niveles de azúcar en la sangre y alertar contra un umbral de niveles bajos de azúcar y después indicando al usuario que reduzca la insulina basal de la bomba o para que ingiera alimentos.

Estas capacidades sugieren que la corriente de datos de tiempo real puede ser usada para “cerrar el ciclo” (close de loop) y controlar directamente la insulina de la bomba.
Algunos problemas con las presentes demostraciones de la tecnología de sensores continuos sugiere que un estudio adicional es necesitado para aplicar dicha tecnología al páncreas artificial. Lista de problemas:
1. los sensores continuos requieren ser calibrados algunas veces al día, y para dicha calibración se debe realizar pruebas manuales de glucosa en la sangre realizando una punción en el dedo y después ingresando los datos de glucosa en la sangre obtenidos manualmente en el sistema continuo del sensor para calibrar correctamente el sensor,
2. los sensores continuos están midiendo la glucosa intersticial, por lo tanto hay un retraso entre los datos del sensor y los datos reales de la glucosa en la sangre,
3. el control automático remueve todo conocimiento del usuario, lo cual puede ser un respaldo adicional cuando la información es susceptible a errores y debe ser verificada antes de actuar.

En el estado del arte del monitoreo de glucosa en la sangre continua avanzando, al igual que la promesa de un páncreas artificial.

### Retroalimentación de datos de glucemia en tiempo real para una bomba de insulina con control basal
El primer paso para controlar una bomba de insulina basa en datos continuos de glucosa en sangre es de controlar automáticamente el nivel basal de la bomba de insulina. Cuando un bolo no ha sido recientemente introducido, la bomba puede controlar los niveles de glucosa, ajustando el nivel basal como sea necesario:
- Cuando los niveles de glucosa en sangre aumentan, un pequeño bolo de corrección puede ser automáticamente liberado y un nivel basal más alto puede ser programado;
- Cuando los niveles de glucosa en sangre disminuyen, la tasa basal puede ser detenida para evitar que la cantidad de insulina necesaria para traer los niveles de glucosa suba, hasta que las tasas basales continúen en un nuevo bajo nivel.
- Y con técnicas de filtrado adaptativos, esta bomba puede “aprender” las tasas basales únicas de la persona para que funcionen según el tiempo del día.

Al controlar la tasa basal sola, el ciclo cerrado puede corregir un error del bolo de una comida que sea pequeño o grande según la comida por:
- Reconocer un desequilibrio entre el bolo de “insulina a bordo” y el nivel de glucosa en sangre
- Automáticamente medir el bolo para corregir la escasez de insulina
- Automáticamente reducir o interrumpir la tasa basal para corregir la abundancia de insulina
- Y usar técnicas de filtros adaptativos para “aprender” las relaciones de carbohidratos con insulina para cada bolo de comida.

### Primeras pruebas clínicas: bombas de insulina implantables y sensores continuos de glucosa
En Francia se está llevando a cabo un ensayo clínico en humanos con un páncreas artificial. El sistema está completamente automatizado gracias a la combinación del sensor de glucosa de largo plazo propiedad de Medtronic MiniMed y su bomba de insulina implantable. Un resumen del proyecto se muestra promisorio así como algunas de las limitaciones actuales:
• El sensor se inserta en una vena del cuello que conduce al corazón.
• El sensor se conecta, a través de un cable eléctrico bajo la piel, a la bomba de insulina: conforme los niveles de azúcar en la sangre vayan cambiando, una señal indica que la bomba la cantidad de insulina que debe suministrar	.
• El sensor midió con precisión la glucosa en 95% de los casos comparando los valores con los obtenidos mediante punción capilar.
• Los niveles de glucosa en sangre se mantuvieron en el rango normal en más del 50% del tiempo en los pacientes que usaron la bomba conectada al sensor.
• Eventos de hipoglucemia se redujeron a menos de 5%.
• Las bombas de insulina implantables trabajan durante un promedio de ocho años antes de tener que ser cambiadas, sin embargo los sensores dejan de funcionar después de un promedio de nueve meses.
```
• Los programas matemáticos que calculan la cantidad de insulina que debe de ser entregada en diferentes horas del día también necesitan ser refinados.
```

### Combinaciones de insulina y amilina
Cuando “pramlintida” (marca comercial de Symlin o amilina sintética) es usada en combinación con insulina, los beneficios para el control de glicemia post prandial son.
Pramlintida es un tratamiento relativamente nuevo para la diabetes. Este tratamiento involucra:
- Una inyección separada de pramlintida antes de ingerir alimentos.
- Una reducción del bolus de insulina en un 50% por dicha ingesta.[3]

Pramlintida puede ser infundida usando una bomba de insulina. En la actualidad, el mezclar pramlintida e insulina en la misma inyección no es aprobada en la práctica, así que se usan dos bombas para infundir tanto la insulina como la pramlintida al mismo tiempo. Ya que la insulina y la amilina son co-secretadas por la misma células beta del páncreas en respuesta a un incremento en los niveles de glucosa en la sangre, usando pramlintida e insulina juntos duplican la función del páncreas.
“Symlin” tiene el potencial para dar apoyo al proyecto del páncreas artificial porque:
- La insulina y la pramlintida podrán ser en un futuro infundidas al mismo tiempo y de manera automática. 
  - en una mezcla proveniente de una bomba automática de insulina, o
  - dos bombas de infusiones podrían ser utilizadas automáticamente con la bomba de insulina, actuando como la principal, y con la bomba de similina, actuando como secundaria, o
  - un sistema doble en una sola bomba (dos inyecciones, un doble set de tubos para ser infundidas, e inserciones subcutaneas);
- porque demuestra que el transcurso post-prandial se relaciona solamente con la insulina, esto apoya el posible uso de un bolo automático con menor impacto debido al retraso del bolo de insulina;
- y porque simplemente duplica las funciones naturales del páncreas, todos los beneficios los cual no están comprendidos en su totalidad.

### Retroalimentación de datos en tiempo real de glucosa en sangre con una bomba de insulina para el control de bolo
La capacidad de los controles electrónicos de la bomba de infusión, en particular en la capacidad de dar forma al bolo, sugiere que el algoritmo de control puede reproducir la función del páncreas sano. En la actualidad, el bolo de insulina es una dosis predictiva en función de lo que va a ser ingerido, y luego infundido completamente. Incluso con el beneficio del control de "feedback" cerrado de la insulina basal, el bolo estándar es todavía un enfoque de "adivina y arreglar después". Comparado con la fisiología del páncreas, donde se liberan insulina y amilina de las células beta en pulsos casi directamente al hígado en respuesta al nivel de glucosa en sangre inmediata. La liberación natural de las células beta es una respuesta de feedback cerrado a la glucosa detectada, y la forma de la administración de insulina es adaptable y apropiada para los alimentos ingeridos y la capacidad metabólica del cuerpo.
Conforme la tecnología para la monitorización continua de glucosa en la sangre mejora, los componentes integrados soportaran una aplicación típica de la teoría de control empleando el algoritmo proporcional, control integral y derivativo. Esto hará que sea factible infundir un bolo de adaptación que cambia su forma y dosis basado en el rendimiento medido del bolo en curso, en función de:
- • la tasa de aumento de la glucosa (es decir, la función derivada entregaría más insulina para un rápido aumento de azúcar en la sangre);
- • el pico de la curva de la glucosa (es decir, la función proporcional entregaría más insulina para un pico más alto en el azúcar en la sangre); y
- • la duración de la glucosa elevada (es decir, la función integral entregaría más insulina para una larga duración de azúcar en la sangre).

Los beneficios de una administración del bolo automático puede incluir:
- • una mayor precisión en la entrega total de insulina en relación con lo que se necesitaba,
- • libertad al usuario del páncreas artificial,
- • Eliminación de las excursiones glucémicas debido a un error del usuario (por ejemplo, olvidarse de bolo en la terapia de la bomba convencional),
- • adaptabilidad a los cambios en la digestión de los carbohidratos basados en la elección de alimentos,
- • Adaptabilidad a las necesidades metabólicas variables debido al estrés, enfermedad, o ejercicio.

### Combinaciones de Glucagón
El propósito del glucagón es elevar el azúcar en la sangre, promoviendo la liberación de glucosa en el hígado. El gucagón , en las personas, es sintetizado por  tecnología de recombinación de ADN  y es disponible en polvo en los Kit. de rescate de glucagón.
Las inyecciones de glucagón son también proporcionadas a los diabéticos en Reino Unido en conjunto con la insulina. Esto es útil para rescatar a los diabéticos que se quedan inconscientes por un severo estado de hipoglicemia.
En la función de un páncreas sano , la producción de glucagón es inicialmente suprimida por la producción de insulina por las células beta del páncreas y la amylina cuando hay un nivel alto de azúcar en la sangre, y entonces después es producido por una cantidad baja de azúcar en la sangre. Las funciones normales del páncreas utilizan el glucagón al final del ciclo de la insulina para liberar glucosa del hígado, con dos ventajas:
1. para prevenir un bajo nivel de azúcar en la sangre, y
2. para acelerar la actividad en conjunto de la insulina al cancelar la insulina

tail.
Si un páncreas artificial fuese a simular la función endocrina natural del páncreas a su máxima extensión, la insulina y la amylina serían usadas al final del ciclo de la insulina. Investigaciones con cerdos diabéticos a los cuales se les administra bombas de infusiones subcutáneas por vías separadas de una combinación de insulina y glucagón demostraron que hay un ciclo cerrado sin incidencia de hipoglicemia.  While the copycat endocrine function including glucagon seems desirable, the benefits relative to the cost and complexity of an artificial pancreas without glucagon are not yet known.

## Iniciativas alrededor del mundo
En los Estados Unidos en 2006, la JDRF (anteriormente la Juvenile Diabetes Research Foundation por sus siglas en inglés) ha lanzado una iniciativa de varios años para ayudar a acelerar la disponibilidad de un páncreas artificial para las personas con diabetes. El objetivo general del Proyecto de Páncreas Artificial es acelerar el desarrollo, la aprobación regulatoria y la aceptación de la tecnología de vigilancia continua de la glucosa y de páncreas artificial en un plazo corto de tiempo. El objetivo a largo plazo es el amplio acceso de los pacientes y la generación de un próspero mercado competitivo para estos dispositivos y productos.
El papel de la JDRF en acelerar el desarrollo y la disponibilidad del Páncreas Artificial consiste en financiar proyectos de investigación con el fin de revisar los resultados de los pacientes utilizando el Páncreas Artificial, manteniendo un estrecho contacto con la Administración de Alimentos y Medicamentos (FDA por sus siglas en inglés) de modo que las expectativas del paciente se cumplan; igualmente, abogando para que la cobertura de salud cubra tecnologías tales como el páncreas artificial. También contribuyen trabajando para asegurar la aceptación clínica de tecnologías como el Páncreas artificial. En 2011, la JDRF instó encarecidamente a la FDA ante el Congreso y en una petición para emitir directrices claras y razonables para un páncreas artificial para diciembre de 2011.
La asociación caritativa Diabetes UK del Reino Unido ha financiado proyectos de investigación con el fin de seguir desarrollando y probando un dispositivo de páncreas artificial en pacientes adultos con diabetes tipo 1.
Varias compañías están trabajando en la aceptación clínica, incluyendo Medtronic Diabetes (MiniMed), Johnson & Johnson (Animas), e Insulet. Estas empresas tienen sistemas de circuito cerrado semi-automatizados que controlan el nivel de glucosa mediante un CGM (monitor continuo de glucosa), los cuales solicitan al usuario que confirme la lectura con un medidor de glucosa en sangre y, finalmente, sugieren cantidades para la administración de insulina conforme a los resultado obtenidos por el aparato. Algunas empresas están involucradas en un proyecto que consiste en añadir una bomba de glucagón para estos sistemas en un esfuerzo para evitar la hipoglucemia. Una de ellas, llamada Pancreum, ha ganado recientemente un premio por su diseño de páncreas artificial